# 趙嘏
趙 嘏（ちょう か、生没年不詳）は、中国・唐の詩人。字は承祐。楚州山陽県の出身。

## 略歴
武宗の会昌4年（844年）の進士。大中年間（855年頃）に渭南県の尉となり、文名は高まったが、官位は昇らなかった。宣宗はその名を聞き、彼を抜擢しようとしたが、趙嘏の詩集の中の句が気に入らず、取り止めたと言う。また、「長笛一声 人 楼に倚（よ）る」の句が杜牧の激賞を受けたため、趙倚楼とも呼ばれた。

## 詩人としての彼
作品に、『江楼書感（江楼にて官を書す）』（七言絶句）がある。
| 江楼書感       |                                                                      |
| 独上江楼思渺然 | 独り江楼に上（のぼ）れば 思い渺然（びょうぜん）たり                  |
| 月光如水水連天 | 月光は水の如く水は天に連なる                                         |
| 同来翫月人何処 | 同（とも）に来（きた）って月を翫（もてあそ）びし人は何処（いずく）ぞ |
| 風景依稀似去年 | 風景は依稀（いき）として去年に似たり                                 |